# Bainha foliar
Em botânica, chama-se bainha à parte da folha das plantas vasculares em que esta se prende ao caule. Em muitas monocotiledóneas, como as gramíneas (capim), a bainha envolve não só o caule, mas também as folhas mais jovens.